# Črnomaljski
Rodbina Črnomaljskih (tudi Črnomeljskih, nem: Tschernembl je bila belokranjska oziroma Kranjskem,  kranjska  viteška in plemiška rodbina, ena najstarejših na slovenskem ozemlju.  V 16. stoletju so posest prodali in se preselili v Gornjo Avstrijo, kjer so bili povzdignjeni v barone, in od koder so morali zaradi luteranske vere oditi v Švico in deželo Essen. Tam je bil poslednji moški potomec povzdignjen v grofa. Po moški liniji je rodbina izumrla sredi 17. stoletja.

## Zgodovina
Kranjska viteška in plemiška rodbina Črnomaljskih je ena najstarejših na naših tleh. Prvi zapis o rodbini izhaja iz leta 1165, ko je omenjena udeležba viteza “Črnomaljskega” ( Zernomel) skupaj z Janezom Apfaltrerjem na viteških igrah v Švici, skupaj s koroškim vojvodo Henrikom. Udeležba na turnirjih je bila tisti čas povezana s statusom, saj je vsak udeleženec moral biti plemič, ki je izkazoval najmanj štiri generacije plemiških prednikov. Tudi Valvasor obstoj rodbine locira že v zgodnje 11. stoletje. Kljub tej zgodnji hipotetični letnici iz strani barona Valvasorja se rodbina pogosteje začne omenjati v pisnih virih šele dobrih sto let kasneje. Predstavnik rodu je ponovno omenjen v listini iz leta 1263 kot “Fridericus de Zernomel”, torej se več ne omenjajo kot plemiči, ampak kot militi ali vitezi in družinsko povezani s kranjskimi vitezi Ravbarji, kar je razvidno tudi iz njihovega grba. Družinski dokumenti iz arhiva gospostva gradu Schwertberg še niso docela raziskani in vsebujejo pisma od leta 1354 - 1630. 

Po vsej verjetnosti so Črnomaljski izšli iz Spanheimskih vrst najprej kot ministeriali in gradiščani, nato kot plemiči in vazali. Po izumrtju Spanheimov posest Črnomlja prevzame cesar Rudolf I. Habsburški, ki posest že leta 1277 pogojno predal Albertu II. Goriškemu.  Ali so Goriški stari rod ministerialov zamenjali z novim, ki se kot “Heinricus de Zernomel” omenja leta 1300. Ali je to res nov rod izvirajoč od Otona s Kasperga na Krasu, ki je vzpostavil novo upravno središče v Metliki t.i. Neumarkt, ali pa gre pri Črnomaljskih za stare potomce rodu, ki so pač morali menjati gospodarja, iz redkih virov ni potrjeno. Dejstvo je, da so v naših krajih bivali vsaj 300 let in sredi 15. stoletja dobili dedni naslov in funkcijo točaja Kranjske dežele, ki so ga nosili tudi ko so pretežno bivali v Gornji Avstriji.  Bili so najprej vazali koroških vojvod in kasneje kranjskega deželnega kneza tj. Habsburžanov.

Rod Črnomaljskih (takrat še vitezov) je sredi 15. stoletja pridobil velik vpliv in pomen na Kranjskem in Štajerskem z opravljanjem upravnih služb za Habsburžane. Upravljali so črnomeljsko gospostvo od leta 1461 pa tudi istoimenski trg oz. mesto. Martin Črnomaljski je bil v letih 1431-1437 vicedom Kranjske, Jurij je bil vicedom Kranjske leta 1444, leta 1450 pa deželni glavar Kranjske. Leta 1464 je cesar Friderik III. Jurija in Gašparja Črnomaljska povzdignil v plemiški stan. Leta 1479 je bil Juriju Črnomaljskemu podeljen dedni naslov najvišjega točaja Dežele Kranjske in Slovenske marke, ki so ga nasledniki nosili še sto let kasneje. Jurij je imel nekaj časa tudi položaj kapitana Trsta in deželnega glavarja Štajerske. 
Leta 1535 se je Krištof, glava družine Črnomaljskih, poročil z Margareto Ostrovrško (Schärfenberg), ki mu je kot dedinja priženila gospostvi  Schwertberg in Windegg v Gornji Avstriji. Krištof se je preselil na posest svoje žene in pridobil deželansktvo Gornje Avstrije. Njegov naslednik sin Ivan pl. Črnomaljski je leta 1564 prodal svoje posesti na Kranjskem Nikolaju VIII. Frankopanu Tržačkemu in se preselil v Gornjo Avstrijo. 
V rodu gornjeavstrijskih Črnomaljskih je zelo pomembno vlogo odigral baron Jurij Erazem Črnomaljski (*1567†1626) (Georg Erasmus von Tschernembl), ki je bil pomemben protestantski teolog in vodja gornjeavstrijskega protestantskega plemstva v pogajanjih s Habsburgi za versko svobodo leta 1609. Po zmagi katoliške stranke je družina morala zapustiti Habsburške dežele in je izgubila svoje posesti v Gornji Avstriji, ki so jih potomci ponovno pridobili po ponovnem prevzemu katoliške vere.

## Pomembne osebnosti
Črnomaljski so kot plemiči služili svoji deželi in vladarju v vojski in civilni upravi ter se udejstvovali kot cerkveni dostojanstveniki. 
Pomembni (baroni) Črnomaljski so bili: 
- Jurij pl. Črnomaljski († 1480), Vicedom Kranjske, deželni glavar Kranjske (1449-1451), cesarski svetnik in glavar v Postojni in na Krasu (1463), kapetan Trsta (1469-1476) in deželni glavar Štajerska (1479-1480), vrhovni točaj Kranjske (od 1479)
- Gašpar († 1495), najemnik in upravitelj na gradu Smlednik, kapetan Trsta  in v Postojni (1461-1463)
- Ivan († 1595), upravnik Nadvojvodina Avstrije ob Ennu
- Ivan Krištof, gospod iz Windecka in Schwerdtberga, Dedni točaj na Kranjskem in  Slovenska marka, Mundschenk nadvojvode Matije Habsburškega
- Ivan Jurij, gospod iz Windecka in Schwerdtberga (1577-1622), od 1. junija 1605 nadglavar v regiji Machland
- Jurij Erazem baron Črnomaljski  (*1567†1626), protestantski plemiški vodja in vodja gornjeavstijskih stanov

## Posesti
Rodbina je imela največ posesti na Kranjskem. Posedovali so:
- grad Črnomelj (13. stoletje do 1564),
- grad Hmeljnik (po 1441 do 1564),
- grad Erkenštajn (1428 - 1430),
- grad Stara Soteska (1326 - 1444),

Rodbina je imela po preselitvi na  Gornjo Avstrijo predvsem naslednja posesti:
- grad Windeck (1557 - 1626),
- grad Schwerdtberg (1563 - 1626),
- grad Pragstein (1603 - 1612),
- grad Arbesbach (1601 - 1604),